# Hungarian Juniors 2019
Das Hungarian Juniors 2019 (vollständig 9th Multi Alarm Hungarian Junior International 2019) fand als bedeutendstes internationales Nachwuchsturnier von Ungarn im Badminton vom 7. bis zum 10. Februar 2019 in Pécs statt. Es war die 13. Auflage der Hungarian Juniors.

## Sieger und Platzierte
| Disziplin    | Gold                         | Silber                               | Bronze                            |
| ------------ | ---------------------------- | ------------------------------------ | --------------------------------- |
| Herreneinzel | Christo Popov                | Axel Henrik Parkhøi                  | Andrej Antoška                    |
| Herreneinzel | Christo Popov                | Axel Henrik Parkhøi                  | Nicolas Rudolf                    |
| Dameneinzel  | Vivien Sándorházi            | Marija Sudimac                       | Petra Mészáros                    |
| Dameneinzel  | Vivien Sándorházi            | Marija Sudimac                       | Ruhi Raju                         |
| Herrendoppel | Jan Janoštík Vít Kulíšek     | Łukasz Cimosz Patryk Kordek          | Sergej Lukić Mihajlo Tomić        |
| Herrendoppel | Jan Janoštík Vít Kulíšek     | Łukasz Cimosz Patryk Kordek          | Gustav Andree Tobias Rudolf       |
| Damendoppel  | Alice Campbell Rachel Sugden | Vilena Asfandiiarova Mariia Golubeva | Soňa Hořínková Kateřina Valentová |
| Damendoppel  | Alice Campbell Rachel Sugden | Vilena Asfandiiarova Mariia Golubeva | Laura Farkas Vivien Sándorházi    |
| Mixed        | Vít Kulíšek Lucie Krpatová   | Ilya Kim Mariia Golubeva             | Blaž Smrkolj Nike Brajkovič       |
| Mixed        | Vít Kulíšek Lucie Krpatová   | Ilya Kim Mariia Golubeva             | Mihajlo Tomić Sara Lončar         |